# Kampanija
Kampanija (it.: Campania) je regija u Južnoj Italiji. Kampanija graniči s regijama Lacij na sjeverozapadu, Molise na sjeveru, Apulija na sjeveroistoku, Basilicata na istoku a na zapadu ima izlaz na Tirensko more. Regija pokriva područje od 13,595 km² i ima 5,7 milijuna stanovnika.
Ime regije dolazi iz latinskog jezika. Stari Rimljani su regiju zvali
Campania felix ("sretna pokrajina"), a zanimljivo je da slično porijeklo imena ima i francuska pokrajina Champagne
Glavni grad regije je Napulj.
Turističke atrakcije uključuju pećinu u starogrčkom naselju Cuma, starogrčki hram u Paestumu, Pompeji i Herculaneum, vulkani Vezuv i Solfatara, Amalfijska obala (Costiera Amalfitana) od Sorrenta do Salerna te otoke Capri and Ischia.

## Vanjske poveznice
- Official Region homepage
- Comuni-Italiani.com (directorij sa skupnim informacijama o većim gradovima, korisni linkovi )
- ItalianVisits.com
- Vodič: Kampanija na Wikivoyageu